# Himno de Aragón
La Ley 3/1989, de 21 de abril (BOA 05/05/1989), reguló la utilización del Himno de Aragón como uno de los símbolos identificativos de la comunidad autónoma de Aragón.
La música es del compositor aragonés Antón García Abril y entronca la más antigua tradición musical aragonesa con elementos musicales de honda raigambre popular dentro de una concepción nueva y moderna que le confiere un carácter vivo y de plena actualidad.
La letra fue elaborada por los poetas aragoneses Ildefonso Manuel Gil, Ángel Guinda, Rosendo Tello y Manuel Vilas y destaca dentro de su armazón poética, valores como libertad, justicia, razón, verdad, tierra abierta... que históricamente representan la expresión de Aragón como pueblo.
El artículo 2 de la citada ley dice así: El Himno de Aragón habrá de ser interpretado en aquellos actos oficiales de carácter público y especial significación organizados por la Comunidad Autónoma y por las entidades locales aragonesas. Una disposición transitoria contenida en esta misma ley añadía que el Himno podría ser también interpretado con letra en cualquiera de las otras modalidades lingüísticas de Aragón.
El 22 de abril de 1989 en el Patio de Santa Isabel del palacio de la Aljafería se realizaba la primera interpretación del Himno de Aragón.

## Letra
Nos ha llevado el tiempo al confín de los sueños.
Un nuevo día tiende sus alas desde el sol.
Oh tambores del cierzo, descorred ya las nubes
y a las cumbres ascienda la voz.
El paso de los siglos trazó su destino
que llama a la justicia y a la libertad.
Germinarán los campos, abiertos a sus cielos,
con la verde espiga, los racimos de oro
y el inmarchitable olivo de la paz.
¡Luz de Aragón, torre al viento, campana de soledad!
¡Que tu afán propague, río sin frontera, tu razón, tu verdad!
Vencedor de tanto olvido, memoria de eternidad,
pueblo del tamaño de hombres y mujeres, ¡Aragón, vivirás!
Resplandece el tiempo;
llega ya la edad
para que la piedra sea manantial,
de enlazar nuestras vidas
y entonar las voces.
Desde las blancas cimas donde duerme la nieve
hasta los llanos rojos que mece el aire azul,
un claro cielo enciende, con la frente en el agua,
sus coronas radiantes de luz.
Abramos las ventanas, que cante la noche,
y al ritmo de la vida, en rueda de amor,
se estrecharán las almas, cogidas de la aurora.
Brille la esperanza, se abran los caminos
en la tierra grave como un corazón.
¡Luz de Aragón, torre al viento, campana de soledad!
¡Que tu afán propague, río sin frontera, tu razón, tu verdad!
Vencedor de tanto olvido, memoria de eternidad,
pueblo del tamaño de hombres y mujeres, ¡Aragón, vivirás!
¡Tierra abierta, pueblo grande, Aragón!
¡Patria mía, patria mía, Aragón!